# Aiptasia mutabilis
L'anemone bruno (Aiptasia mutabilis Gravenhorst, 1831) è un antozoo appartenente alla famiglia Aiptasiidae diffuso nel mar Mediterraneo e nell'Atlantico orientale. Vive su fondali rocciosi, all'interno di anfratti o in mezzo alle alghe.

## Descrizione
Presenta diversi tentacoli lunghi e traslucidi utilizzati dall'anemone per catturare le prede e per difendersi, mediante l'emissione di filamenti bianchi urticanti, detti aconzi. La colonna è di colore bruno e la base è di diametro inferiore ad essa, con la quale questi invertebrati possono sia ancorarsi saldamente su di una roccia, sia migrare alla ricerca di un luogo sicuro e adatto alle loro esigenze.

## Biologia
Si nutre di detriti e, negli stadi più adulti e sviluppati, anche di pesci di piccola taglia.
I sessi sono separati e la riproduzione asessuale avviene per divisione della colonna.

## Comportamento in cattività
Spesso ospite indesiderata di acquari marini, a causa del suo comportamento infestante, l'Aiptasia è conosciuta per la sua particolare velocità di riproduzione, che in cattività avviene quasi sempre per via asessuata. Predatori naturali sono alcune specie di nudibranchi (Berghia verrucicornis), pesci farfalla (Chelmon rostratus) e gamberetti (Lysmata wundermanni e Rhynchocinetes).